# Skjulte spor (film fra 1924)
Skjulte spor (originaltitel What Shall I Do?) er en amerikansk stumfilm fra 1924 instrueret af John G. Adolfi.

## Medvirkende
- Dorothy Mackaill som Jeanie Andrews
- John Harron som Jack Nelson
- Louise Dresser som Mrs. McLean
- William V. Mong som Henry McLean
- Betty Morrissey som Dolly McLean
- Ann May som Mary Conway
- Ralph McCullough som Tom Conway
- Joan Standing som Lizzie
- Tom O'Brien som Jim Brown